# The Sims Online
The Sims Online (скор. TSO; після 2007 року — EA Land) — масова багатокористувацька соціальна онлайн-гра (MMOSG) в жанрі симулятора життя, розроблена компанією Maxis під керівництвом гейм-дизайнера Вілла Райта і видана американською компанією Electronic Arts. Гра вийшла 17 грудня 2002 для персональних комп'ютерів під керуванням Microsoft Windows. Вона пропонувала віртуальний світ, де гравці, керуючи аватаром — «сімом», могли будувати міста, розвивати саморегульовану економіку і задовольняти базові потреби сіма. Кінцева мета гравця полягала у прагненні заробити великі кошти, створюючи предмети, надаючи послуги чи одержуючи доходи з нерухомости. У TSO було вбудовано чат, який дозволяв спілкуватися з іншими користувачами.
The Sims Online розроблялася після колосального успіху однокористувацької The Sims, яку випустили двома роками раніше на тому ж ігровому рушії. Онлайн-симулятор розглядався як експериментальний проєкт — перший представник жанру MMOG, цілковито позбавлений елементів насилля, битви і який би порушував тему соціальної взаємодії. EA Games сподівалася, що гра стане хітом, як і The Sims. Разом з тим розроблення велося в умовах сильної нестачі часу, на основі застарілого й непридатного для онлайнового використання рушія. Після виходу на TSO чекав комерційний провал, позаяк реальна кількість користувачів не перевищувала 100 000, що серйозно поступалося планам EA. При цьому було помічено, що значна частка наявних користувачів були дорослими й більш як половина — жінками.
Упродовж кількох років після виходу, через слабку модерацію, The Sims Online стала пристановищем для віртуального сексу з участю неповнолітніх і гриферів, які об'єдналися у віртуальні аналоги мафій з метою переслідувати та шантажувати користувачів, вимагаючи у них гроші. Це додатково пришвидшувало зменшення кількости користувачів. Цей факт став причиною скандалу, учасниками якого стали науковці й представники великих американських ЗМІ, що звинуватили EA у потуранні дитячій проституції та порушенні прав людини. Крім того, масові суперечки спричинила політика продакт-плейсменту у грі.
У 2007 році програмна помилка стала причиною майже повного руйнування внутрішньоігрової економіки. Розробники намагалися реанімувати проєкт, перейменувавши його The Sims Online в EA Land, а також удосконаливши гру та додавши можливість завантажувати користувацький контент. Проте ситуація не покращилася, і з 2008 року гра перестала підтримуватись. Разом з тим в інтернеті залишився доступним для безкоштовного завантаження клон гри — FreeSO, створений за підтримки ентузіастів.
Пересічна оцінка онлайн-симулятора за версією агрегатора Metacritic складає 70 балів зі 100. Критики хвалили The Sims Online за незвичайність жанру, який виключав будь-яке насильство та робив гру радше схожою на чат з доповненою віртуальною реальністю. На думку оглядачів, TSO була покликана бути такою собі втечею від реальности, що дозволяла б справджувати нездійсненні чи заборонені мрії. З усім тим амбітна концепція була обмежена недосконалістю ігрового процесу, зокрема необхідністю повсякчас повторювати однотипні дії для досягнення поступу. Внаслідок цього гра швидко припиняла давати задоволення. Попри те, що The Sims Online розглядається як провальний проєкт, низка оглядачів вважає, що вона відіграла важливу роль у формуванні віртуальної онлайн-пісочниці як грального жанру, на взір якої пізніше створили ряд успішніших онлайн-симуляторів, таких як Second Life.

## Завваги
1. ↑  MMOSG є скороченням з Massive Multiplayer Online Social Game і перекладається з англійської мови як «Масова багатокористувацька соціальна гра». Піджанр MMOG, де центральними діями виступають віртуальне спілкування між персонажами та витворення гравцями віртуальної спільноти, підтримка економіки.[1]